# Uhm Tae-goo
Dans ce nom coréen, le nom de famille, Uhm , précède le nom personnel.
Uhm Tae-goo (hangeul : 엄태구 ; RR : Eom Tae-gu ; MR : Ŏm T'aegu) est un acteur sud-coréen, né le 9 novembre 1983.

## Biographie

### Jeunesse et formation
Uhm Tae-goo naît le 9 novembre 1983. Il grandit avec son frère aîné, Eom Tae-hwa, (né en 1980). Il est introverti et timide. Au collège, il découvre le théâtre et ne pense « pas du tout à être acteur ».
En 1999, à 16 ans, il abandonne le lycée, pour l'école secondaire d'aéronautique de Jinju (ko). Au bout d'un an, il l'abandonne : « Je me suis soudainement demandé si je voulais vraiment devenir soldat », raconte-t-il dans un entretien. Grâce au conseil d'un ami proche, ancien camarade du collège,, il s'inscrit au département d'études cinématographiques de l'université Konkuk, à Séoul,.
En, 2003, à 20 ans, il s'inscrit au service militaire obligatoire pendant sept ans, jusqu'à ses 27 ans.

### Carrière
En 2007, il commence sa carrière d'acteur au cinéma, un petit rôle dans le film d'horreur Epitaph (기담) des frères Jung Sik et Bum-shik, où il incarne un soldat japonais. Son frère, Eom Tae-hwa, y est assistant réalisateur.
En 2013, après le court métrage Forest (숲, 2012) d'Eom Tae-hwa, il travaille à nouveau avec son frère pour le film indépendant à petit budget Ingtoogi (잉투기), dans le rôle de Tae-sik, un accro aux jeux en ligne. Il y commence à attirer l'attention en raison de son forte apparence et sa voix grave.
En 2010, il apparaît dans les seconds rôles dans les thrillers J'ai rencontré le Diable (악마를 보았다) de Kim Jee-woon, Midnight FM (심야의 FM) de Kim Sang-man, la comédie horrifique Spellbound (오싹한 연애, 2011) de Hwang In-ho, la comédie dramatique Secretly, Greatly (은밀하게 위대하게, 2013) de Jang Cheol-soo et la comédie Veteran (베테랑, 2015) de Ryoo Seung-wan.
En septembre 2016, il attire à nouveau l'attention au grand public grâce à son rôle de Hashimoto, personnage aux traits sombres, dans le film policier historique The Age of Shadows (밀정) de Kim Jee-woon, qui lui vaut une récompense du meilleur acteur dans un second rôle aux Grand Bell Awards et des nominations aux Blue Dragon Film Awards dans la même année, ainsi qu'aux Baeksang Arts Awards et aux Buil Film Awards en 2017. En novembre de la même année, il retrouve son frère, le réalisateur Eom Tae-hwa, pour le film fantastique Vanishing Time (택시 가려진 시간), aux côtés de Kang Dong-won.
En juin 2017, il est choisi pour endosser les costumes de Pa-so, subordonné du général Yang Man-chun — interprété par Jo In-sung — dans The Great Battle (안시성, 2018) de Kim Kwang-sik, qui résiste, avec ses troupes du Koguryo, à l'intérieur de la forteresse d'Ansi, pendant 88 jours, face au demi-million de soldats chinois de la dynastie Tang menant l'invasion de la Corée. Pour ce rôle, il recevra le prix de reconnaissance aux Chunsa Film Art Awards en 2019. En août de la même année sort le film dramatique A Taxi Driver (택시 운전사) de Jang Hoon, dans lequel il apparaît brièvement en sergent chef, aux côtés de Song Kang-ho : « Ce fut un honneur de travailler à nouveau avec le grand senior », dit-il dans un entretien,.

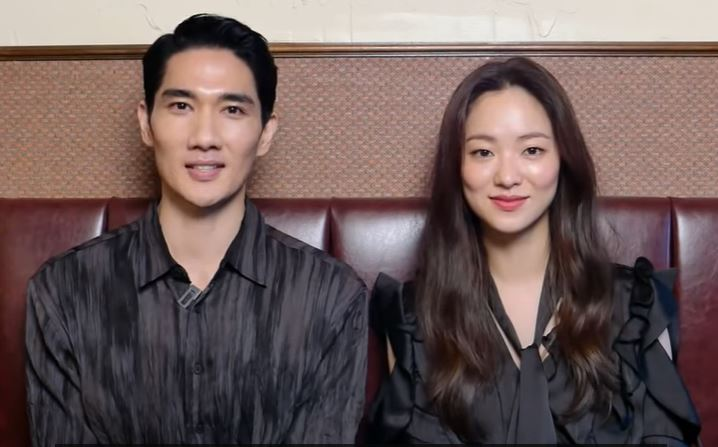
Uhm Tae-goo et Jeon Yeo-been, durant l'entretien avec Marie Claire Korea.

En 2019, afin de rentrer dans son personnage de gangster assoiffé de vengeance, il prend 9 kilos de plus, avant le tournage du thriller psychologique Night in Paradise (낙원의 밤, 2020) de Park Hoon-jeong, aux côtés de Jeon Yeo-been et Cha Seung-won. C'est son premier rôle principal. Ce film est présenté en avant-première à la Mostra de Venise, le 3 septembre 2020, dans la catégorie « Out of Competition », avant d'être diffusé sur Netflix, le 9 avril 2021. Pour son rôle, il est nommé meilleur acteur aux Buil Film Awards en août 2021.
En 2022, il apparaît dans le film d'action The Witch: Part 2. The Other One (대한민국의 영화) de Park Hoon-jeong, où il interprète un client faisant « un grand sourire inattendu avec une expression réaliste » devant « la fille » (Shin Si-ah) dans un magasin.

## Filmographie partielle

### Cinéma

#### Longs métrages
- 2007 : Epitaph (기담) de Jung Sik et Jung Bum-shik : un soldat japonais
- 2010 : J'ai rencontré le Diable (악마를 보았다) de Kim Jee-woon : un policier
- 2010 : Les Amours d'Oki (옥희의 영화) de Hong Sang-soo : un camarade (séquence Le Roi des baisers (키스왕))
- 2010 : Midnight FM (심야의 FM) de Kim Sang-man : l'inspecteur Uhm
- 2011 : Spellbound (오싹한 연애) de Hwang In-ho : le producteur du spectacle de magie
- 2013 : Secretly, Greatly (은밀하게 위대하게) de Jang Cheol-soo : Hwang Jae-oh
- 2015 : Veteran (베테랑) de Ryoo Seung-wan : le garde du corps de Jo Tae-oh
- 2016 : The Age of Shadows (밀정) de Kim Jee-woon : Hashimoto
- 2016 : Vanishing Time (택시 가려진 시간) de Eom Tae-hwa : Tae-shik
- 2017 : A Taxi Driver (택시 운전사) de Jang Hoon : Park Jeong-sa
- 2018 : The Great Battle (안시성) de Kim Kwang-sik : Pa-so
- 2020 : Night in Paradise (낙원의 밤) de Park Hoon-jeong : Park Tae-goo
- 2022 : The Witch: Part 2. The Other One (대한민국의 영화) de Park Hoon-jeong : un client dans un magasin (apparition exceptionnelle)

#### Courts métrages
- 2008 : The Strange Voyage (유랑시대) de Kim Bo-ra : Jeong-chang[21]
- 2009 : No Charge Airline Ticket (무료항공권) de So Jae-ick : Dong-Hwan[22]
- 2010 : Dance for Night (밤을 위한 춤) de Kim Sae-bom : Jeong-hyun[23]
- 2010  : Home Sweet Home (유숙자) d'Eom Tae-hwa : Man-sik[24]
- 2011 : Keep Quiet (도서관에서는 실내정숙) de Hong Seok-jae[25]
- 2012 : Forest (숲) d'Eom Tae-hwa : Tae-shik[6]
- 2012 : Like Father, Like Son (그놈의 피) de Jo Yong-ik (voix)[26]
- 2017 : Trivial Matters (시시콜콜한 이야기) de Jo Yong-ik : Do-hwan[27]
- 2023 : Faith (페이스) de Na Hong-jin

### Télévision

#### Séries télévisées
- 2014 : Misaeng (미생 프리퀄) : Hwan-yeong
- 2021 : Dr. Brain (Dr. 브레인) : Tae-Goo (apparition exceptionnelle)

Prochainement
- 2023 : The Woman Who Plays (놀아주는 여자) : Ji-hwan

## Distinctions

### Récompenses
- Grand Bell Awards 2016 : meilleur acteur dans un second rôle dans The Age of Shadows
- Chunsa Film Art Awards 2019 : prix reconnaissance pour The Great Battle[11]

### Nominations
- Buil Film Awards 2015 : meilleur acteur dans un second rôle dans Coin Locker Girl
- Baeksang Arts Awards 2016 : meilleur acteur dans un second rôle dans Coin Locker Girl
- Blue Dragon Film Awards 2016 :  : meilleur acteur dans un second rôle dans The Age of Shadows
- Baeksang Arts Awards 2017 : meilleur acteur dans un second rôle dans The Age of Shadows
- Buil Film Awards 2017 : meilleur acteur dans un second rôle dans The Age of Shadows
- Buil Film Awards 2021 : meilleur acteur dans Night in Paradise[19]